# Hruštín
Hruštín é um município da Eslováquia, situado no distrito de Námestovo, na região de Žilina. Tem 36,51 km² de área e sua população em 2018 foi estimada em 3.108 habitantes.

## Demografia
| Ano:        | 1994 | 2004   | 2014   | 2024   |
| ----------- | ---- | ------ | ------ | ------ |
| Broj ljudi: | 3057 | 3215   | 3153   | 3184   |
| Razlika:    |      | +5,16% | -1,92% | +0,98% |

| Ano:               | 2023 | 2024   |
| ------------------ | ---- | ------ |
| Número de pessoas: | 3190 | 3184   |
| Diferença:         |      | -0,18% |